# Bagualosaurus
Bagualosaurus é um dinossauro sauropodomorfo encontrado na Formação Santa Maria (Sequência Candelária), no sul do Brasil, que pertence ao estágio Carniano do Período Triássico (aproximadamente há 231 milhões de anos).

## Descoberta e descrição
B. agudoensis foi encontrado em uma ravina no Sítio Janner, no município de Agudo, também conhecido pela presença do dinossauro Pampadromaeus barberenai e os cinodontes Trucidocynodon riograndensis e Exaeretodon riograndensis.
O Holótipo de Bagualosaurus agudoensis (UFRGS-PV-1099-T) é um esqueleto semi articulado que inclui parte do crânio e mandíbula, vértebras truncais, sacro e vértebras caudais isoladas, costelas fragmentadas, gastralia, arcos hemais isolados, ambos ílios, púbis direito, fêmur, tíbia, fíbula e parte parcial do pé esquerdo.
A etimologia vem de "Bagual", um termo utilizado na região sul do Brasil para designar uma pessoa ou animal forte e com valores, com  o sufixo -saurus. O epípeto agudoenis se refere a cidade onde o Holótipo foi encontrado, Agudo.